# Həsənli (Salyan)
Həsənli è un comune dell'Azerbaigian situato nel distretto di Salyan. Conta una popolazione di 1 855 abitanti.